# Dendromus lovati
Dendromus lovati es una especie de roedor de la familia Nesomyidae.

## Distribución geográfica
Se encuentran en Etiopía.

## Hábitat
Su hábitat natural son: zonas subtropicales o tropicales  de gran altitud praderas.

## Estado de conservación
Se encuentra amenazada de extinción por la pérdida de su hábitat natural.